# Nodule pulmonaire en verre dépoli
Les nodules pulmonaires en verre dépoli sont des structures décelables en imagerie pulmonaire dont l'apparence évoque celle du verre dépoli. La détection de ces nodules est devenue fréquente du fait de l'amélioration des techniques radiologiques et leur généralisation dans le cadre de programmes de dépistage. Les nodules en verre dépoli représentent 6,3 à 7,7 % des nodules pulmonaires non calcifiés détectés et se retrouvent chez 0,2 à 0,5 % des personnes dépistées.
Alors que les cancers bronchopulmonaires se manifestent classiquement sous forme d’une opacité pulmonaire isolée et solide, décelable sur une radiographie thoracique, les nodules en verre dépoli ne sont décelables que par tomodensitométrie thoracique. Ils correspondent à une augmentation de densité du parenchyme, respectant les structures bronchovasculaires sous-jacentes contrairement aux nodules solides.
La plupart des nodules en verre dépoli bénins disparaissent spontanément ou après traitement. Les formes persistantes sont souvent malignes. Les nodules pulmonaires en verre dépoli persistants de taille supérieure au centimètre doivent être considérés comme des adénocarcinomes. Le pronostic de telles lésions est favorable après résection chirurgicale.